# Kinistin 91A
Kinistin 91A är ett reservat i Kanada.   Det ligger i provinsen Saskatchewan, i den centrala delen av landet, 2 200 km väster om huvudstaden Ottawa. Kinistin 91A ligger vid sjöarna  Kinistino Lake och Kitako Lake.
Trakten runt Kinistin 91A består till största delen av jordbruksmark. Trakten runt Kinistin 91A är nära nog obefolkad, med mindre än två invånare per kvadratkilometer.